# Gouvernement Vranitzky V
 (août 2023).
Si vous disposez d'ouvrages ou d'articles de référence ou si vous connaissez des sites web de qualité traitant du thème abordé ici, merci de compléter l'article en donnant les références utiles à sa vérifiabilité et en les liant à la section « Notes et références ».
IIe République d'Autriche
Vranitzky IV Klima
Le gouvernement Vranitzky V (en allemand : Bundesregierung Vranitzky V) est le gouvernement fédéral autrichien entre le 12 mars 1996 et le 20 janvier 1997, durant la vingtième législature du Conseil national.

## Coalition et historique
Dirigé par le chancelier fédéral social-démocrate sortant Franz Vranitzky, ce gouvernement est formé et soutenu par une « grande coalition » entre le Parti social-démocrate d'Autriche (SPÖ) et le Parti populaire autrichien (ÖVP), qui disposent ensemble de 123 députés sur 183, soit 67,2 % des sièges au Conseil national.
Il a été formé à la suite des élections législatives anticipées du 17 décembre 1995 et succède au gouvernement Vranitzky IV, soutenu par une alliance identique. Les deux partis, qui avaient reconduit leur alliance après le scrutin de novembre 1994, n'avaient pu se mettre d'accord sur un budget fédéral, conduisant à la dissolution du Conseil national.
Au mois de janvier 1997, le chancelier Vranitzky, au pouvoir depuis juin 1986, annonce sa volonté de se retirer. Le SPÖ choisit alors pour le remplacer le ministre fédéral des Finances, Viktor Klima, qui reconduit la coalition au pouvoir en formant son gouvernement.

## Composition
- Par rapport au gouvernement Vranitzky IV, les nouveaux ministres sont indiqués en gras, ceux ayant changé d'attributions en italique.

| Fonction                                                             | Nom | Nom                                                    | Parti |
| -------------------------------------------------------------------- | --- | ------------------------------------------------------ | ----- |
| Chancelier fédéral                                                   |     | Franz Vranitzky                                        | SPÖ   |
| Vice-chancelier Ministre fédéral des Affaires étrangères             |     | Wolfgang Schüssel                                      | ÖVP   |
| Ministre fédéral des Affaires économiques                            |     | Johannes Ditz (jusqu'au 19/06/1996) Johann Farnleitner | ÖVP   |
| Ministre fédéral du Travail et des Affaires sociales                 |     | Franz Hums                                             | SPÖ   |
| Ministre fédéral des Finances                                        |     | Viktor Klima                                           | SPÖ   |
| Ministre fédérale de la Santé et de la Protection des consommateurs  |     | Christa Krammer                                        | SPÖ   |
| Ministre fédéral de l'Intérieur                                      |     | Caspar Einem                                           | SPÖ   |
| Ministre fédéral de la Justice                                       |     | Nikolaus Michalek                                      | Sans  |
| Ministre fédéral de la Défense nationale                             |     | Werner Fasslabend                                      | ÖVP   |
| Ministre fédéral de l'Agriculture et des Forêts                      |     | Wilhelm Molterer                                       | ÖVP   |
| Ministre fédérale de l'Enseignement et des Affaires culturelles      |     | Elisabeth Gehrer                                       | ÖVP   |
| Ministre fédéral de l'Environnement, de la Jeunesse et de la Famille |     | Martin Bartenstein                                     | ÖVP   |
| Ministre fédéral de la Science, des Transports et des Arts           |     | Rudolf Scholten                                        | SPÖ   |
| Ministre fédérale des Affaires féminines                             |     | Helga Konrad                                           | SPÖ   |